# Аэтион
Аэтион из Милета или из Ионии (Αετιων) — древнегреческий скульптор и живописец, современник Александра Македонского.
Согласно Плинию (XXXIV, 50) сделал статую Асклепия из кедрового дерева. Известен как автор картин: «Дионис», «Трагедии», «Комедии», «Семирамида» (возможно, её свадьба с Нином), а также «Свадьба Александра и Роксаны». Ни одна из его работ не сохранилась.
Оставленное Лукианом описание картины «Свадьба Александра и Роксаны» было источником вдохновения для некоторых художников эпохи Возрождения («Венера и Марс» Боттичелли). Будучи выставленной на Олимпийских играх, картина вызвала такое восхищение судей, что один из них отдал свою дочь в жёны художнику.  Лукиан Самосатский писал о впечатлении, которое произвела эта картина: «…наконец, я могу назвать Аэция, живописца, изобразившего брак Роксаны и Александра? Ведь и он выставил напоказ картину на олимпийских состязаниях, так что Проксенид, бывший тогда судьей на играх, восхищенный искусством, сделал своим зятем Аэция».